# جيش الحرس الوطني ماريلاند
جيش الحرس الوطني ماريلاند (بالإنجليزية: Maryland Army National Guard)‏ التابع للجيش بولاية ماريلاند (MD ARNG) هو العنصر جيش الولايات المتحدة من ميليشيا منظمة من الولايات المتحدة الأمريكية في ولاية ماريلاند. ويقع مقرها الرئيسي في فوج الخامس مخزن الأسلحة في بالتيمور و لديه وحدات في مستودعات ومرافق أخرى في أنحاء الولاية.